# CINEMA FIGHTERS
「CINEMA FIGHTERS」（シネマ ファイターズ）は、LDH×ショートショート フィルムフェスティバル & アジア（SSFF & ASIA）のコラボレーションによりLDHアーティストの歌う楽曲を気鋭の映画監督たちがショートフィルム化するプロジェクト。
河瀨直美監督「パラレルワールド」、A.T監督「キモチラボの解法」、萩原健太郎監督「Snowman」、齊藤俊道監督「色のない洋服店」、常盤司郎監督「終着の場所」、落合賢監督「SWAN SONG」の短編6編で構成される。

## 概要

### 製作
「CINEMA FIGHTERS」は、EXILE HIROが率いるLDH JAPANと別所哲也が会長を務める「ShortShorts」がコラボし、LDHアーティストが歌う楽曲を、気鋭の映画監督たちがショートフィルム化するプロジェクトとして始動。
2017年第1弾として、小竹正人が作詞したLDHアーティストの既存の楽曲6作品をテーマに、河瀨直美監督をはじめ、齊藤俊道監督、A.T監督、萩原健太郎監督、常盤司郎監督、落合賢監督の6名が、歌詞からインスパイアされたイメージや世界観をそれぞれが脚本・映像化。

### 作品公開
2017年6月1日の「ショートショート フィルムフェスティバル ＆ アジア2017」(SSFF & ASIA 2017)のオープニングセレモニーでプレミア上映。2018年1月26日から全国の映画館で公開。

### Blu-ray & DVDリリース
2018年6月15日にエイベックス・ピクチャーズから短編映画6本を収めた「Blu-ray豪華版」「DVD豪華版」「DVD通常版」の3形態で発売。

## パラレルワールド
「パラレルワールド」は、河瀨直美監督が三代目 J Soul Brothersの「Unfair World」からインスパイアされた世界観を映像化。

### ストーリー
15年ぶりに母校を訪れた徹は、懐かしさに誘われて天体観察室に向かう。あの頃のままのような部屋で1冊のノートを見つけ、想いを寄せていたダンス部の真矢からのメッセージが綴られていた。あの頃の思いに瞳をぬらしながら、カセットテープをセットし、流れ出す曲の中、あの頃の自分に戻っている。
1999年の七夕、夕日を見るために屋上へ行こうとしていた真矢が、地学部の徹が天体観察室にいる中偶然声をかけた。幼い頃のことなどを話しカセットテープの曲を聴く天文観察室で過ごす2人の時間がとても大切となり、ファーストキスも経験した。徹は、屋上で踊る真矢の姿を天体観察室から眩しそうに見つめていた。しかしそんな中で、父が他の女性と駆け落ちし徹に父の面影を重ねる母が、真矢からの電話をつれなく切ってしまう。真矢が下駄箱で徹に声をかけると、徹はつれなく去ってしまう。真矢が天文観察室に行くと、鍵がかかっている。現在の徹は、天文観察室の中で、母の思いから自然に自分の想いをうまく伝えられなかった自分に語りかける。カセットテープの曲が流れる中、15年前の真矢が屋上で踊っている。そこで、真矢に徹は謝り、2人で夕日をみる。

### キャスト
- 高木徹 - 山田孝之
- 真矢 - 石井杏奈

### 製作
- 監督・脚本：河瀨直美
- エグゼクティブ・プロデューサー：EXILE HIRO
- 企画・プロデュース：別所哲也
- コンセプトプロデューサー：小竹正人
- 作品原案曲：三代目 J Soul Brothers「Unfair World」

## キモチラボの解法
『キモチラボの解法』（きもちらぼのかいほう）は、A.T.監督がFlowerの「白雪姫」からインスパイアされた世界観を映像化。

### ストーリー
人対人のコミュニケーションが希薄になっている近未来の東京。人とのつながりに臆病になっている人への心の整体「キモチラボ」。ここは、一風変わったメンタル・クリニックで、天才メンタリストのマイスターとその助手の少年シュンが、人々の心を解きほぐしている。
ある日、無表情な少女・リンがふらりとクリニックを訪れるが、マイスターは未成年であることから治療を断る。リンに一目ぼれしてしまったシュンは、彼女の笑顔を引き出そうと感情エキスの調合を自ら引き受ける。アオイがクリニックを訪れて、マイスターと一緒に出て行った後、シュンはマイスターの観ていたPCからリンがひどいいじめを受けていることを知る。その夜、リンの入院している病室に忍び込み、自ら調合した感情エキスを試すが、瞳に涙が浮かぶが笑顔は引き出せなかった。そこに、マイスターとアオイが現れる。
マイスターからはアオイが恩師の娘であり、リンが孫であることが知らされ、リンが痛みを知り共有できる人を望んでいたこと、シュンが調合を間違えたが、涙を先に笑顔があることを伝える。シュンはリンが引っ越してしまいもう会えないというと、そこに笑顔でクリニックに向かうリンがいる。

### キャスト
- マイスター - AKIRA
- シュン - 小林喜日
- リン - 駒井蓮
- アオイ - 水崎綾女

### 製作
- 監督・脚本：A.T.
- エグゼクティブ・プロデューサー：EXILE HIRO
- 企画・プロデュース：別所哲也
- コンセプトプロデューサー：小竹正人
- 作品原案曲：Flower「白雪姫」

## Snowman
「Snowman」（すのーまん）は、萩原健太郎監督がE-girlsの「Mr.Snowman」からインスパイアされた世界観を映像化。永遠の愛を誓った20代の夫婦を鈴木伸之、藤井美菜が演じ、50年後の老夫婦に倍賞千恵子、村井國夫が演じている。

### ストーリー
永遠の愛を誓っている夫婦・ロクと深雪だが、ロクは不治の病に患っている。生き残るために特効薬が完成するまでの間、冷凍保存するカプセルで永い眠りにつかなければならない。巨大なカプセルで永い眠りについているロクを、深雪は来る日も来る日も磨きながら目覚めるのを待っている。
月日が流れ、目覚めるときが訪れる。巨大なカプセルから目覚めたロクの目の前には、見たことのない老女がおり、ロクは混乱してしまう。老女の話しから、その老女は年老いた深雪であった。
年老いた深雪をみて、心の整理のできないロクであったが、目覚めるまでの50年の間深雪のロクへの深い愛情を知り、深雪に新たな提案をする。
年老いたロクが、眠りから目覚めた深雪を優しく出迎える。

### キャスト
- 深雪 - 倍賞美津子
- ロク - 鈴木伸之
- 深雪 - 藤井美菜
- ロク - 村井國夫

### 製作
- 監督・脚本：萩原健太郎
- エグゼクティブ・プロデューサー：EXILE HIRO
- 企画・プロデュース：別所哲也
- コンセプトプロデューサー：小竹正人
- 作品原案曲：E-girls「Mr.Snowman」

## 色のない洋服店
「色のない洋服店」（いろのないようふくてん）は、齋藤俊道監督Dream Amiの「ドレスを脱いだシンデレラ」からインスパイアされた世界観を映像化。作品原案曲を歌っているDream Amiと鹿賀丈史が演じている。

### ストーリー
多くの生命が失った大震災の悲しみにより、色を失った世界で洋服店を営む中目由衣は、黒い服ばかり売っている。由衣は生まれながらに金髪で、そのせいで子どもの頃にいじめられていた過去があり、今では黒いフードで顔を隠している。洋服店の2階にある由衣の仕事場は、色鮮やかな洋服やカラフルなデッサン画などがあり、誰にも見せない秘密の場所であり、由衣がありのままの自分らしくいられる場所であった。
川縁で色とりどりの絵の具で絵を描く近江仁助に出会い、由衣のお店の2階で君は君のままで良い、真の芸術家になるなら応援すると言われる。その後、これまで創ってきた色鮮やかな洋服を店舗に出すようにする。大人たちからは見向きもされないが、色鮮やかな服を着た少女が店頭のウィンドウを観て、由衣に微笑みかける。

### キャスト
- 中目由衣 - Dream Ami
- 近江仁助 - 鹿賀丈史

### 製作
- 監督・脚本・編集：齋藤俊道
- エグゼクティブ・プロデューサー：EXILE HIRO
- 企画・プロデュース：別所哲也
- コンセプトプロデューサー：小竹正人
- 作品原案曲：Dream Ami「ドレスを脱いだシンデレラ」

## 終着の場所
『終着の場所』（しゅうちゃくのばしょ）は、常盤司郎監督が三代目 J Soul Brothersの「花火」からインスパイアされた世界観を映像化。

### ストーリー
東京のホテルでボーイとして働いている北川俊介は、降り出した雨に濡れながら号泣している小河加奈子に出会う。長距離恋愛しながら、2人の愛を育んでいたが、ある冬の日、加奈子に会いに俊介は電車に乗り込む。俊介は、加奈子に内緒だがプロポーズするつもりで指輪を持ってきている。俊介の携帯電話には、加奈子とのメッセージのやりとりが残っているが、はやくあいたいと伝えると加奈子からの返信が途絶える。加奈子から1ヶ月前に私で良いのというメッセージが、俊介に届いていた。
胸騒ぎを覚える俊介に、知らない男からあの娘を買ったんだろという不審な電話を受ける。加奈子は、電車の中で、過去を知る女に出会い、その後俊介に会って話しがしたいとメッセージを送る。その頃、俊介は不審な男から、加奈子の過去の話しを聞いていたが、俊介の方から電話を切る。加奈子に別れようとメッセージを送信すると、駅から花火が見える。
翌朝、俊介が駅を降り立つと、加奈子が駅のホームで待っていた。加奈子は、俊介と2人で仕合わせになりたいと、線路越しに向かいのホームにいる俊介に伝える。

### キャスト
- 北川俊介 - 町田啓太
- 小河加奈子 - 玄理
- 電車の女 - 柳英里紗
- 電話の男 - 古舘寛治

### 製作
- 監督・脚本・編集：常盤司郎
- エグゼクティブ・プロデューサー：EXILE HIRO
- 企画・プロデュース：別所哲也
- コンセプトプロデューサー：小竹正人
- 作品原案曲：三代目 J Soul Brothers「花火」

## SWAN SONG
『SWAN SONG』（すわんそんぐ）は、落合賢監督がEXILEの「Heavenly White」からインスパイアされた世界観を映像化。

### ストーリー
隕石の衝突し、地球の表面温度はマイナス20度までに冷え込んでおり、世界は白銀の世界と化している。ストリートミュージシャンのアサヒは、世界が隕石の衝突で白銀の世界に一変する前に、自分を応援してくれていた名前も素性も知らない一人の女性を探して、雪に埋もれた東京の街を放浪している。アサヒには、世界が終わる人生最後の日の曲が完成し、その女性に聴かせたいと考えている。
避難所となっている地下鉄構内で歌っていると、その女性のことを知る天真爛漫な笑顔の少女ウミに出会う。ウミから、アサヒの探し求めている女性の名前は、チサであることを知らされる。
アサヒとウミは、無人の雪原をソリと徒歩で、チサの自宅に向かう。たどり着いた家には、2人寄り添う男女が亡くなっていた。アサヒはチサの両親だと思いお祈りした後、日が暮れない前に大きな避難所に向かうことにする。何が使えるものがないか2階にアサヒが向かうと、トロフィーがあり、名前をみるとウミのものであった。
アサヒはウミに、世界が終わる人生最後の日の曲をもう一曲作れるかもしれないと語り、大きな避難所に向けて2人で歩き出す。

### キャスト
- アサヒ - 岩田剛典
- ウミ - 桜庭ななみ

### 製作
- 監督・脚本：落合賢
- エグゼクティブ・プロデューサー：EXILE HIRO
- 企画・プロデュース：別所哲也
- コンセプトプロデューサー：小竹正人
- 作品原案曲：EXILE「Heavenly White」